# Stapeley
Stapeley är en by i civil parish Stapeley and District, i distriktet Cheshire East, i Storbritannien. Den ligger i grevskapet Cheshire och riksdelen England, i den södra delen av landet, 230 km nordväst om huvudstaden London. Stapeley var en civil parish 1866–2023 när blev den en del av Stapeley and District. Civil parish hade 1 048 invånare år 2001. Byn nämndes i Domedagsboken (Domesday Book) år 1086, och kallades då Steple.